# Макдоно (округ, Іллінойс)
Шаблон:StateAbbr_ 40°28′ пн. ш. 90°41′ зх. д. / 40.46° пн. ш. 90.68° зх. д.
Округ  Макдоно (англ. McDonough County) — округ (графство) у штаті  Іллінойс, США. Ідентифікатор округу 17109.

## Історія
Округ утворений 1826 року.

## Демографія
За даними перепису 
2000 року 
загальне населення округу становило 32913 осіб, зокрема міського населення було 22560, а сільського — 10353.
Серед мешканців округу чоловіків було 16063, а жінок — 16850. В окрузі було 12360 домогосподарств, 7096 родин, які мешкали в 13289 будинках.
Середній розмір родини становив 2,87.
Віковий розподіл населення поданий у таблиці:
| Стать    | До 15 років | 15-21 | 22-29 | 30-39 | 40-49 | 50-65 | 65-85 | Понад 85 |
| -------- | ----------- | ----- | ----- | ----- | ----- | ----- | ----- | -------- |
| Чоловіки | 2420        | 3496  | 2641  | 1644  | 1865  | 2162  | 1634  | 201      |
| Жінки    | 2328        | 3901  | 2019  | 1619  | 1987  | 2179  | 2294  | 523      |

## Суміжні округи
- Воррен — північ
- Фултон — схід
- Скайлер — південь
- Генкок — захід
- Гендерсон — північний захід

## Виноски
1. ↑  U.S. Decennial Census. United States Census Bureau. Архів оригіналу за 26 квітня 2015. Процитовано 7 липня 2014.
2. ↑  Historical Census Browser. University of Virginia Library. Архів оригіналу за 11 серпня 2012. Процитовано 7 липня 2014.
3. ↑  Population of Counties by Decennial Census: 1900 to 1990. United States Census Bureau. Архів оригіналу за 24 квітня 2014. Процитовано 7 липня 2014.
4. ↑  Census 2000 PHC-T-4. Ranking Tables for Counties: 1990 and 2000 (PDF). United States Census Bureau. Архів оригіналу (PDF) за 18 грудня 2014. Процитовано 7 липня 2014.
5. ↑  State & County QuickFacts. United States Census Bureau. Архів оригіналу за 6 червня 2011. Процитовано 7 липня 2014.(англ.) Наведено за англійською вікіпедією.
6. ↑  American FactFinder. Бюро перепису населення США. Архів оригіналу за 26 лютого 2012. Процитовано 31 січня 2008.

| США | Це незавершена стаття з географії США. Ви можете допомогти проєкту, виправивши або дописавши її. |